# Cabaret (filme)
Cabaret (bra: Cabaret; prt: Cabaret — Adeus Berlim) é um filme musical de drama histórico americano de 1972 dirigido por Bob Fosse e escrito para o cinema por Jay Presson Allen. Ele é estrelado por Liza Minnelli, Michael York, Helmut Griem, Marisa Berenson, Fritz Wepper e Joel Grey. Ambientado em Berlim durante a República de Weimar em 1931, com a ascensão do Partido Nazista, o filme é uma adaptação do musical da Broadway de 1966, "Cabaret" por Kander e Ebb que, por sua vez, se baseou no livro semi-autobiográfico de Christopher Isherwood, "The Berlin Stories" (1945), bem como na peça de John Van Druten de 1951, I Am a Camera, ela mesma uma adaptação do livro de Isherwood. Múltiplas músicas da trilha sonora do palco foram usadas no filme, que também apresentou três outras músicas de Kander e Ebb, incluindo duas escritas especificamente para a adaptação.
No estilo tradicional de teatro musical, a maioria dos personagens principais na versão teatral cantam para expressar suas emoções e avançar na trama; no entanto, no filme, as canções são quase inteiramente diegéticas, acontecendo dentro do clube, com exceção de "Tomorrow Belongs to Me", a única música que não foi cantada pelo Mestre de Cerimônias, nem por Sally Bowles, mas que não poderia ser dispensada, visto que é crucial no desenvolvimento da trama.
Após o fracasso de seu filme de 1969, Sweet Charity, Fosse se recuperou com Cabaret em 1972, tornando-se um dos diretores mais respeitados em Hollywood. O filme também marcou a primeira oportunidade como cantora e atriz no cinema de Liza Minnelli, filha de Judy Garland e Vincente Minnelli, ganhando o Oscar de Melhor Atriz. Também foi premiado com os Óscares de Melhor Ator Coadjuvante (Grey), Melhor Diretor (Fosse), Melhor Fotografia, Melhor Direção de Arte, Melhor Som, Melhor Trilha Sonora Original e Melhor Edição de Filme. Cabaret detém o recorde de mais Oscars conquistados por um filme não-honrado com o prêmio de Melhor Filme. Ele é listado como o número 367 na lista dos 500 melhores filmes de todos os tempos da revista "Empire". "Cabaret" estreou com críticas elogiosas e obteve um forte desempenho nas bilheteiras, arrecadando mais de US$ 40 milhões. Além de seus oito Oscars, ganhou prêmios de Melhor Filme da National Board of Review e da Hollywood Foreign Press Association, e levou as honras de Melhor Ator Coadjuvante para Grey, concedido pela National Board of Review, Hollywood Foreign Press e National Society of Film Critics. Em 1995, "Cabaret" foi o décimo segundo filme musical de ação ao vivo selecionado pela Library of Congress dos Estados Unidos para preservação no National Film Registry, por ser considerado "culturalmente, historicamente ou esteticamente significativo".

## Sinopse
Na Alemanha, durante a ascensão do nazismo, uma cantora e dançarina estadunidense se envolve ao mesmo tempo com um professor inglês e um nobre alemão. Ela trabalha no Kit Kat Klub, de Berlin, sob tensão constante das ameaças dos nazistas do início dos anos 30, em shows que têm como mestre de cerimônias o personagem de Joel Grey. Mas sua grande aspiração é receber um convite da UFA (grande estúdio de cinema alemão, espécie de Hollywood da época).

## Elenco principal
- Liza Minnelli como Sally Bowles
- Michael York como Brian Roberts
- Joel Grey como mestre de cerimônias
- Helmut Griem como Maximilian von Heune
- Marisa Berenson como Natalia Lindauer
- Elisabeth Neumann-Viertel como Fraulein Schneider
- Helen Vita como Fraulein Kost
- Sigrid von Richthofen como Fraulein Mayr
- Gerd Vespermann como Bobby
- Ralf Wolter como Herr Ludwig
- Georg Hartmann como Willi
- Ricky Renée como Elke
- Fritz Wepper como Fritz Wepper

## Base histórica
O filme de 1972 foi baseado nas histórias semi-autobiográficas de Christopher Isherwood sobre Berlim na República de Weimar durante a Era do Jazz. Em 1929, Isherwood mudou-se para Berlim para viver abertamente como homem gay e desfrutar da vida noturna libertina da cidade. Seu círculo social de expatriados incluía W.H. Auden, Stephen Spender, Paul Bowles e Jean Ross. Enquanto esteve em Berlim, Isherwood compartilhou acomodações com Ross, uma cantora de cabaré britânica e aspirante a atriz de cinema de uma rica família anglo-escocesa.
Enquanto dividiam um quarto em Nollendorfstrasse 17 em Schöneberg, Isherwood e Ross conheceram John Blomshield, um playboy rico que inspirou o personagem do filme, o Barão Maximilian von Heune. Blomshield perseguiu sexualmente tanto Isherwood quanto Ross por um curto período e os convidou para acompanhá-lo em uma viagem ao exterior. Ele então desapareceu abruptamente sem se despedir. Após o desaparecimento de Blomshield, Ross engravidou do filho do pianista de jazz que veio a se tornar ator, Peter van Eyck. Depois que Eyck abandonou Ross, ela passou por um aborto quase fatal facilitado por Isherwood, que fingiu ser o pai do feto.
Enquanto Ross se recuperava do procedimento de aborto malsucedido, a situação política rapidamente se deteriorou na Alemanha. À medida que as cenas diárias de Berlim apresentavam pobreza, desemprego, manifestações políticas e confrontos nas ruas entre as forças de esquerda e extrema direita, Isherwood, Spender e outros britânicos perceberam que deveriam fugir do país. Spender recorda que "havia uma sensação de destino a ser sentida nas ruas de Berlim."
Quando Adolf Hitler implementou a Lei de Concessão de Plenos Poderes de 1933, consolidando a ditadura, Isherwood, Ross, Spender e outros já haviam fugido da Alemanha e voltado para a Inglaterra. Muitos dos frequentadores do cabaré de Berlim que se tornaram amigos de Isherwood mais tarde fugiriam para o exterior ou morreriam em campos de concentração. Esses eventos reais serviram de base para a novela de Isherwood de 1937, Sally Bowles, que mais tarde foi adaptada para o filme de 1955 "I Am a Camera" e o musical Cabaret, de 1966.

## Produção

### Pré-produção
Em julho de 1968, a Cinerama fez um acordo verbal para fazer uma versão cinematográfica do musical da Broadway de 1966, mas desistiu em fevereiro de 1969. Em maio de 1969, a Allied Artists pagou um recorde de US$ 1,5 milhão pelos direitos cinematográficos e planejou um orçamento recorde para o filme. O custo de US$ 4.570.000 foi dividido igualmente com a ABC Pictures.
Em 1971, Bob Fosse soube por meio de Harold Prince, diretor da produção original da Broadway, que Cy Feuer estava produzindo uma adaptação cinematográfica de Cabaret pela ABC Pictures e Allied Artists. Este foi o primeiro filme produzido na retomada da Allied Artists. Determinado a dirigir o filme, Fosse implorou a Feuer que o contratasse. No entanto, Fosse já havia dirigido a mal-sucedida adaptação cinematográfica de Sweet Charity, um fracasso de bilheteria que fez com que os executivos-chefes Manny Wolf e Marty Baum relutassem em contratá-lo. Wolf e Baum preferiam um diretor mais renomado ou estabelecido, como Billy Wilder, Joseph L. Mankiewicz ou Gene Kelly.
Ansioso para contratar Fosse, Feuer apelou para os chefes do estúdio, citando o talento de Fosse para encenar e filmar números musicais, acrescentando que se uma atenção excessiva fosse dada às cenas do livro em detrimento dos números musicais, o filme todo poderia fracassar. Fosse acabou sendo contratado. Nos meses seguintes, Fosse se reuniu com o roteirista já contratado Jay Presson Allen para discutir o roteiro.

### Revisões de roteiro
À medida que a produção se aproximava, Fosse ficava cada vez mais insatisfeito com o roteiro de Allen, que se baseava no livro original de Joe Masteroff da versão teatral. Fosse contratou Hugh Wheeler para reescrever e revisar o trabalho de Allen. Wheeler foi chamado de "consultor de pesquisa", e Allen manteve o crédito de roteirista. Wheeler, um amigo de Christopher Isherwood, sabia que Isherwood havia sido crítico em relação ao musical da Broadway devido às suas alterações em seu material. Wheeler voltou às histórias originais de Isherwood para garantir uma adaptação mais fiel à fonte. Em particular, Wheeler restaurou a subtrama sobre o gigolô e a herdeira judia. Wheeler também se baseou na franqueza do autor gay Christopher Isherwood sobre sua homossexualidade para tornar o personagem principal masculino bissexual "em vez de heterossexual, como ele era no musical da Broadway."
Fosse decidiu aumentar o foco no Kit Kat Klub, onde Sally se apresenta, como uma metáfora para a decadência da Alemanha nos anos 1930, eliminando todos os números musicais que não fossem realizados dentro do clube, com exceção de um. O único número externo restante é "Tomorrow Belongs to Me", uma canção folclórica interpretada espontaneamente pelos frequentadores de um café ao ar livre em uma das cenas mais eficazes do filme. Além disso, os compositores originais do show, Kander e Ebb, escreveram duas novas canções, "Mein Herr" e "Money", e incorporaram "Maybe This Time", uma música que eles haviam composto em 1964 e que foi interpretada pela primeira vez por Kaye Ballard.

### Escalação de atores
Feuer havia escalado Liza Minnelli como Sally Bowles e Joel Grey (reprisando seu papel no palco) muito antes de Fosse se juntar ao projeto. Fosse teve a opção de usar Grey como Mestre de Cerimônias ou desistir da produção. Fosse contratou Michael York como interesse amoroso bissexual de Sally Bowles, uma escolha de elenco que Minnelli inicialmente achou incorreta até que eles atuaram juntos. Vários papéis menores, bem como os quatro dançarinos restantes no filme, foram finalmente escalados na Alemanha Ocidental.
Minnelli havia feito um teste para interpretar Sally na produção original da Broadway, mas na época foi considerada muito inexperiente, mesmo tendo vencido o Tony Award de Melhor Atriz em um Musical na Broadway. No entanto, quando Cabaret chegou às telas, Minnelli já era uma estrela de cinema, tendo recebido uma indicação ao Oscar por seu papel como uma estudante universitária emocionalmente danificada em The Sterile Cuckoo (1969).
Para sua atuação como Sally no filme, Minnelli reinterpretou a personagem e, a sugestão explícita de seu pai, o diretor de cinema e teatro Vincente Minnelli, ela deliberadamente imitou a atriz de cinema Louise Brooks, um ícone dos anos 20 e símbolo sexual da Era do Jazz. Brooks, muito parecida com a personagem Sally Bowles no filme, era uma aspirante a atriz e expatriada americana que se mudou temporariamente para Berlim na era de Weimar em busca do estrelato internacional. Minnelli posteriormente lembrou:
"Fui até meu pai e perguntei a ele: 'O que você pode me dizer sobre o glamour dos anos 1930? Devo imitar a Marlene Dietrich ou algo assim?' E ele disse: 'Não, estude tudo o que puder sobre a Louise Brooks.'"
Ela se inspirou especialmente na "maquiagem de Lulu e no penteado estilo capacete" de Brooks. Para o encontro entre Sally Bowles e Brian Roberts, Minnelli modelou seus movimentos e maneirismos com base em Brooks; em particular, na cena de Pandora's Box (1929), onde o personagem despreocupado de Brooks, Lulu, é apresentado pela primeira vez. No final, Minnelli ganharia o Oscar de Melhor Atriz por sua interpretação de Sally Bowles.

### Filmagem
Fosse e Feuer viajaram para a Alemanha Ocidental, onde os produtores escolheram filmar o longa, para finalizar a montagem da equipe de filmagem. Durante esse período, Fosse recomendou fortemente Robert L. Surtees como diretor de fotografia, mas Feuer e os executivos de alto escalão viram o trabalho de Surtees em Sweet Charity como um dos muitos problemas artísticos do filme. Os produtores acabaram escolhendo o diretor de fotografia britânico Geoffrey Unsworth. Os designers Rolf Zehetbauer, Hans Jürgen Kiebach e Herbert Strabel atuaram como diretores de arte. Charlotte Flemming projetou os figurinos. As dançarinas Kathryn Doby, Louise Quick e John Sharpe foram contratadas como assistentes de dança de Fosse.
Os ensaios e as filmagens ocorreram inteiramente na Alemanha Ocidental. Por motivos de economia, as cenas internas foram filmadas nos Estúdios de Cinema da Baviera em Grünwald, nos arredores de Munique. Antes das filmagens, Fosse reclamava todas as tardes no set de Willy Wonka & the Chocolate Factory porque aquele filme estava ultrapassando o tempo e o impedindo de começar a trabalhar no mesmo estúdio.

### Narrativa e novas leituras
Embora as músicas ao longo do filme façam alusão à narrativa e a impulsionem, todas as canções, exceto "Tomorrow Belongs to Me", são executadas no contexto de uma performance no Kit Kat Klub. A voz ouvida no rádio lendo as notícias em alemão durante todo o filme era a do produtor associado Harold Nebenzal, cujo pai Seymour Nebenzahl produziu filmes notáveis da era de Weimar, como M (1931), Testament of Dr. Mabuse (1933) e Threepenny Opera (1931).

## Diferenças entre a versão cinematográfica e a versão teatral
O filme difere significativamente do musical da Broadway. Na versão teatral, Sally é inglesa (como era em Goodbye to Berlin de Isherwood). Na adaptação cinematográfica, ela é americana. Cliff Bradshaw teve seu nome alterado para Brian Roberts e tornou-se britânico (como Isherwood, na qual o personagem foi baseado), em vez de americano como na versão teatral. Os personagens e tramas envolvendo Fritz, Natalia e Max foram retirados de I Am a Camera e não apareceram na produção teatral de Cabaret (ou em Goodbye to Berlin).
A mudança mais significativa envolve a exclusão de dois personagens principais: Fraulein Schneider, que dirige uma pensão, e seu interesse amoroso, Herr Schultz, um comerciante alemão. Sua trama de romance condenado e as consequências de um gentio se apaixonando por um judeu durante o aumento do antissemitismo foram cortadas. Com as remoções, foram cortadas "So What?" e "What Would You Do", cantadas por Schneider, a música "Meeskite", cantada por Schultz, e suas duas canções em dueto "It Couldn't Please Me More (The Pineapple Song)" (cortada) e "Married" (transformada em uma instrumental de piano e um disco de gramofone), além de uma breve reprise de "Married", cantada sozinha por Schultz.
Kander e Ebb escreveram várias músicas novas e removeram outras. "Don't Tell Mama" foi substituída por "Mein Herr", e "The Money Song" (mantida em uma versão instrumental como "Sitting Pretty") foi substituída por "Money, Money." "Mein Herr" e "Money, Money", compostas para o filme, foram integradas ao musical teatral junto com as músicas originais. A canção "Maybe This Time", que Sally canta no cabaré, não foi escrita para o filme, mas foi originalmente destinada à atriz Kaye Ballard. Embora "Don't Tell Mama" e "Married" tenham sido removidas como números musicais, ambas ainda aparecem no filme: a seção intermediária de "Mama" aparece como um instrumental tocado na vitrola de Sally; "Married" inicialmente é tocada no piano na sala de Fraulein Schneider e posteriormente é ouvida na vitrola de Sally em uma tradução alemã ("Heiraten") cantada pela cantora de cabaré Greta Keller. Além disso, "If You Could See Her", interpretada pelo MC, originalmente terminava com a frase "Ela não é uma meeskite de jeito nenhum" no palco. No filme, isso foi alterado para "Ela não pareceria judia de jeito nenhum", retornando às letras originais de Ebb.

## Recepção

### Bilheteria

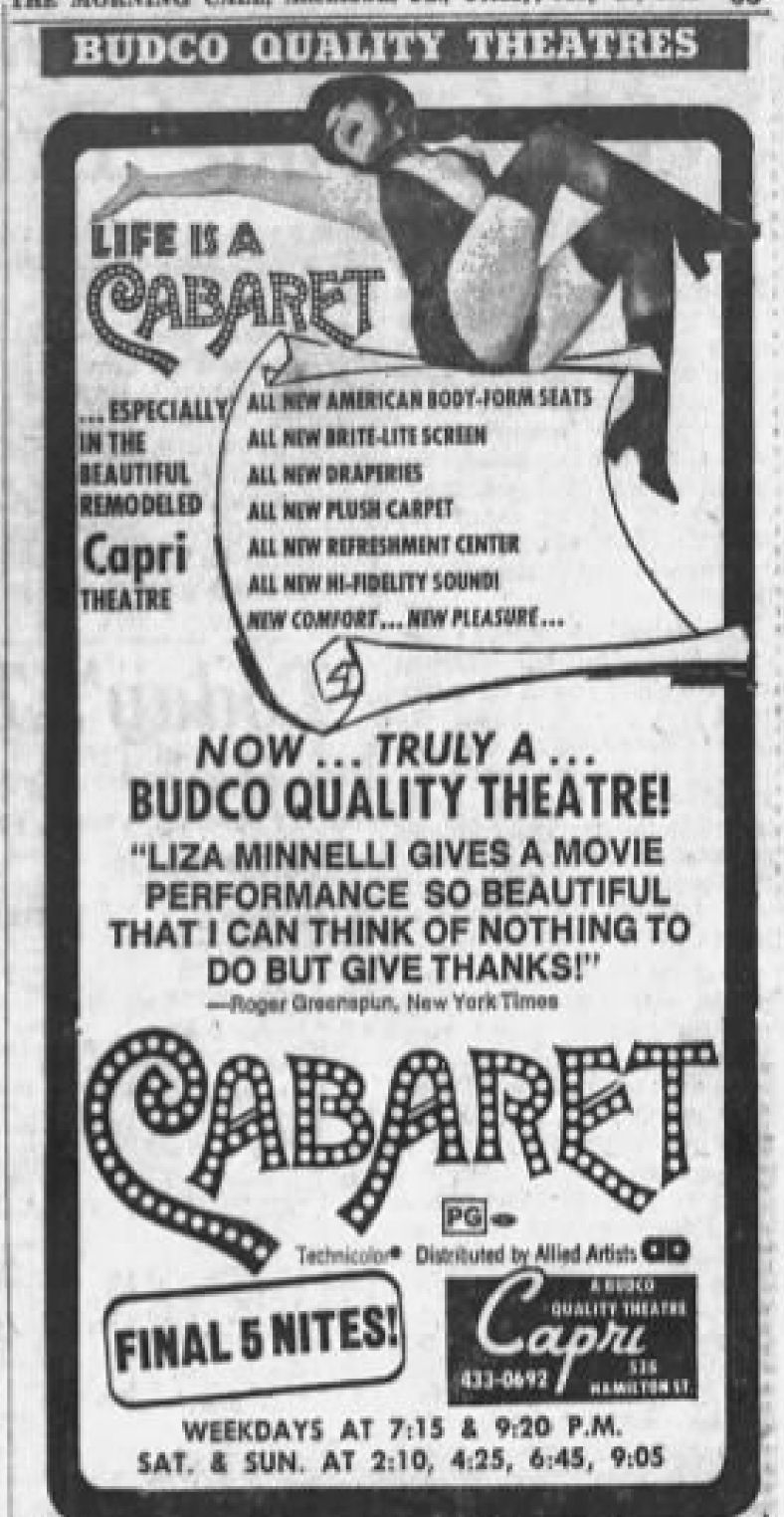
Anúncio de jornal do filme.

O filme estreou no Teatro Ziegfeld em Nova York em 13 de fevereiro de 1972, com uma única performance de benefício arrecadando US$ 2.538. Começou a ser exibido regularmente no Ziegfeld a partir de 14 de fevereiro, arrecadando US$ 8.684 em seu primeiro dia e um recorde de US$ 80.278 para a semana. Arrecadou mais US$ 165.038 em 6 outros teatros em 6 cidades-chave, conforme relatado pela Variety, o que o colocou em décimo lugar nas bilheteiras dos EUA. Após sete meses em cartaz, havia arrecadado US$ 5,3 milhões na área metropolitana de Nova York. A Variety estimou que isso representava 30% do total do filme, em comparação com os 15% normais para o mercado, sendo um dos poucos filmes de grande orçamento a se sair muito melhor em Nova York. Com base nesta estimativa, o filme havia arrecadado cerca de US$ 17 milhões. No final do ano, a Variety relatou que ele havia ganhado aluguéis de cinema de US$ 10.885.000, tornando-o o oitavo filme de maior sucesso do ano. Após o sucesso do filme no Oscar em março de 1973, ele alcançou o primeiro lugar nas bilheteiras dos EUA com uma arrecadação de US$ 1.880.000 na semana, um recorde para a Allied Artists. Permaneceu no topo por mais uma semana. Em maio de 1973, o filme havia ganhado aluguéis de US$ 16 milhões nos Estados Unidos e Canadá e US$ 7 milhões em outros países, relatando um lucro de US$ 4.904.000. Até o final de 1973, a Variety havia atualizado os aluguéis do filme nos Estados Unidos e Canadá para US$ 18.175.000.

### Recepção crítica

#### Resenhas contemporâneas
Variety afirmou que o filme recebeu as críticas mais "açucaradas" do ano. Roger Ebert deu uma crítica positiva em janeiro de 1972, dizendo: "Este não é um musical comum. Parte de seu sucesso ocorre porque ele não cai na velha clichê de que musicais precisam fazer você feliz. Em vez de empobrecer a versão cinematográfica ao aliviar sua carga de desespero, o diretor Bob Fosse foi direto ao coração sombrio do material e permaneceu lá o suficiente para ganhar um Oscar de Melhor Diretor."
A.D. Murphy da Variety escreveu: "A versão cinematográfica do musical da Broadway de 1966 de John Kander e Fred Ebb, Cabaret, é muito incomum: é culta, obscena, sofisticada, sensual, cínica, emocionante e perturbadoramente provocativa. Liza Minnelli lidera um elenco forte. A direção geralmente excelente de Bob Fosse recria o ambiente da Alemanha cerca de 40 anos atrás."
Roger Greenspun do The New York Times escreveu em fevereiro de 1972: "Cabaret é uma daquelas obras imperfeitas imensamente gratificantes em que, do começo ao fim, você pode literalmente sentir um filme ganhando vida." Da mesma forma, Pauline Kael do The New Yorker escreveu uma resenha no mesmo mês em que aplaudiu o filme: 
"Um grande filme musical. Pegando sua forma do cabaré político, é uma sátira das tentações. Em um prodigioso ato de equilíbrio, Bob Fosse, o coreógrafo-diretor, mantém a época - Berlim, 1931 - a uma distância legal. Vemos a decadência como berrante e sórdida; no entanto, também vemos a energia animal nela - tudo parece se tornar sexualizado. O filme não explora a decadência; pelo contrário, lhe dá o seu devido valor. Com Joel Grey como nosso anfitrião diabólico - o mestre de cerimônias - e Liza Minnelli (em seu primeiro papel de canto na tela) como Sally Bowles exuberante e corruptível, perseguindo a vida de uma estrela, não importa o quê; Minnelli tem tanta alegria e eletricidade que se torna uma estrela diante dos nossos olhos."

#### Reação of Isherwood e outros

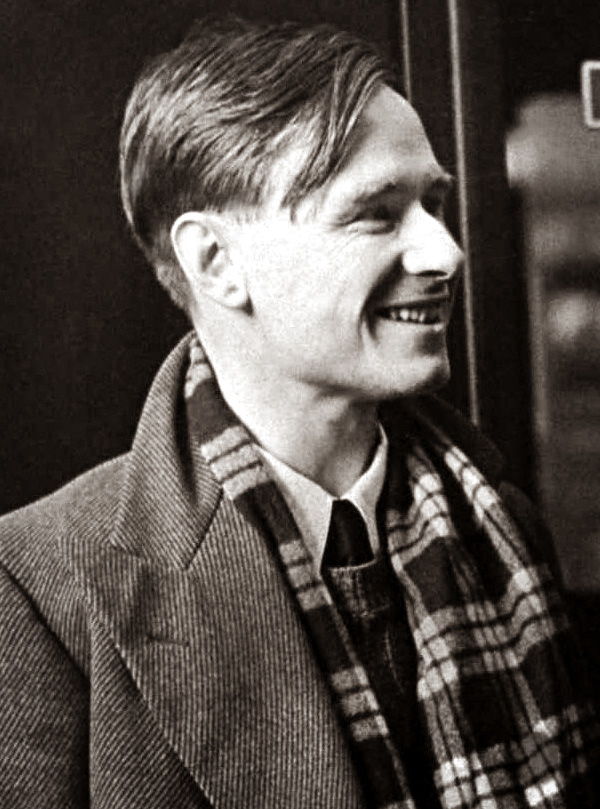
Christopher Isherwood não gostou do filme de 1972, pois sentiu que retratava a homossexualidade de uma forma negativa.

Embora Cabaret (1972) tenha sido bem recebido pela crítica de cinema após o seu lançamento, o autor Christopher Isherwood e outras pessoas nas quais os personagens do filme foram baseados foram menos receptivos à adaptação cinematográfica. Isherwood próprio criticou o filme de 1972 devido ao que ele percebia como sua representação negativa da homossexualidade: 
"No filme Cabaret, o protagonista masculino chama-se Brian Roberts. Ele é um inglês bissexual; ele tem um caso com Sally e, mais tarde, com um dos amantes de Sally, um barão alemão... A tendência homossexual de Brian é tratada como uma fraqueza indecente, mas cômica, para ser ridicularizada, como a enurese noturna."
Da mesma forma, a amiga de Isherwood, Jean Ross - na qual o personagem de Sally Bowles foi baseado - tinha uma visão ambivalente do filme. Ela achava que a representação de Berlim nos anos 1930 "era muito, muito diferente" da realidade. No entanto, ela reconheceu que a representação de seu círculo social de expatriados britânicos como libertinos em busca de prazer era precisa: "Nós éramos completamente contra os padrões burgueses da geração de nossos pais. Isso nos levou a [Berlim na era de Weimar]. O clima lá era mais livre." Essa ambivalência em relação a Cabaret (1972) não era única entre o círculo de Isherwood.
O poeta Stephen Spender lamentou como Cabaret (1972) omitiu a pobreza avassaladora da Berlim da era de Weimar:

"Não há uma única refeição, ou clube, no filme Cabaret, que Christopher [Isherwood] e eu poderíamos ter pago [em 1931]. O que na maioria das vezes conhecíamos era a Berlim da pobreza, do desemprego, das manifestações políticas e dos confrontos nas ruas entre as forças da extrema esquerda e da extrema direita."
 Tanto Spender quanto Ross afirmaram que o filme de 1972 e o musical da Broadway de 1966 glamorizaram de maneira prejudicial as duras realidades da era de Weimar dos anos 1930.

#### Resenhas de retrospectiva
Em 2002, Jamie Russell da BBC escreveu que o filme era "o primeiro musical a receber um Certificado X, o 'Cabaret' de Bob Fosse lançou Liza Minnelli ao estrelato de Hollywood e reinventou o musical para a Era de Aquário." Em 2013, o crítico de cinema Peter Bradshaw colocou Cabaret no topo de sua lista de "Top 10 musicais", descrevendo-o como "viciosamente cativante, aterrorizantemente sedutor... dirigido e coreografado com um estilo elétrico por Bob Fosse... 'Cabaret' está mergulhado no tipo mais sexy de cinismo e desespero decadente."

#### Controvérsias
Embora menos explícito em comparação com outros filmes feitos na década de 1970, "Cabaret" tratou explicitamente de temas como corrupção, ambiguidade sexual, sonhos falsos e nazismo. Tim Dirks em Filmsite.org observa: "O musical carregado de sexualidade, semi-controverso e excêntrico foi o primeiro a receber a classificação X (embora posteriormente reclassificado) devido às suas inúmeras aventuras sexuais e à vida hedonista no clube. Havia considerável insinuação sexual, profanidade, conversas casuais sobre sexo (homossexual e heterossexual), evidências de antissemitismo e até mesmo um aborto no filme." Ele também recebeu classificação X no Reino Unido e posteriormente foi reclassificado como 15.
Sobre o tema do nazismo, houve pouco consenso entre os críticos sobre as possíveis implicações fascistas do filme e da peça. No entanto, o crítico Steven Belletto escreveu uma crítica de "Cabaret" na revista "Criticism", publicada pela Wayne State University Press, na qual destacou os temas antifascistas no filme presentes tanto dentro quanto fora dos números musicais. Segundo Belletto, "apesar das diferentes maneiras como o filme foi compreendido por vários críticos, [Cabaret] rejeita a lógica da certeza fascista ao encenar vários números comprometidos com a ironia e a ambiguidade."
A cena de "Tomorrow Belongs to Me" foi controversa, com Kander e Ebb, ambos judeus, às vezes sendo erroneamente acusados de usar uma canção nazista histórica. De acordo com um artigo da "Variety" de novembro de 1976, o filme foi censurado em Berlim Ocidental quando foi lançado nos cinemas, com a sequência em que a Juventude Hitlerista canta "Tomorrow Belongs to Me" tendo sido deletada. Essa eliminação foi feita "porque se sentia que poderia despertar ressentimentos na audiência ao mostrar os simpatizantes do movimento nazista durante os anos 30." No entanto, a sequência foi restaurada quando o filme foi exibido na televisão da Alemanha Ocidental em 7 de novembro de 1976.
Outro tópico de discussão foi a música "If You Could See Her", que encerrava com a frase: "Se você pudesse vê-la pelos meus olhos, ela não pareceria judia de jeito nenhum." O objetivo da música era mostrar o antissemitismo à medida que começava a se espalhar por Berlim, mas houve vários grupos judeus que interpretaram as letras de maneira diferente.

## Prêmios e nomeações
"Cabaret" recebeu um total de dez indicações ao Oscar (vencendo oito delas) e detém o recorde de mais prêmios da Academia para um filme que não venceu o prêmio de Melhor Filme.
Pouco antes do Oscar 45, Bob Fosse ganhou dois Tony Awards por dirigir e coreografar "Pippin", seu maior sucesso no palco até então. Meses depois, ele ganhou o Emmy do horário nobre por coreografar e dirigir o especial de televisão de Liza Minnelli, "Liza with a Z", tornando-se o primeiro diretor a vencer os três prêmios em um ano.
| Prêmio                                      | Categoria                                              | Nominado(s)                                                                             | Resultado | Ref.   |
| ------------------------------------------- | ------------------------------------------------------ | --------------------------------------------------------------------------------------- | --------- | ------ |
| Academy Awards                              | Melhor Filme                                           | Cy Feuer                                                                                | Indicado  | [ 79 ] |
| Academy Awards                              | Melhor Diretor                                         | Bob Fosse                                                                               | Venceu    | [ 79 ] |
| Academy Awards                              | Melhor Atriz                                           | Liza Minnelli                                                                           | Venceu    | [ 79 ] |
| Academy Awards                              | Melhor Ator Coadjuvante                                | Joel Grey                                                                               | Venceu    | [ 79 ] |
| Academy Awards                              | Melhor Roteiro Adaptado                                | Jay Presson Allen                                                                       | Indicado  | [ 79 ] |
| Academy Awards                              | Melhor Direção de Arte                                 | Art Direction: Hans Jürgen Kiebach and Rolf Zehetbauer; Set Decoration: Herbert Strabel | Venceu    | [ 79 ] |
| Academy Awards                              | Melhor Fotografia                                      | Geoffrey Unsworth                                                                       | Venceu    | [ 79 ] |
| Academy Awards                              | Melhor Edição                                          | David Bretherton                                                                        | Venceu    | [ 79 ] |
| Academy Awards                              | Melhor Trilha Sonora Adaptada                          | Ralph Burns                                                                             | Venceu    | [ 79 ] |
| Academy Awards                              | Melhor Som                                             | Robert Knudson and David Hildyard                                                       | Venceu    | [ 79 ] |
| American Cinema Editors Awards              | Melhor Edição de Longa-metragem                        | David Bretherton                                                                        | Venceu    |        |
| Bodil Awards                                | Melhor Filme Não Europeu                               | Bob Fosse                                                                               | Venceu    |        |
| British Academy Film Awards (BAFTA)         | Melhor Filme                                           | Melhor Filme                                                                            | Venceu    | [ 80 ] |
| British Academy Film Awards (BAFTA)         | Melhor Direção                                         | Bob Fosse                                                                               | Venceu    | [ 80 ] |
| British Academy Film Awards (BAFTA)         | Melhor Atriz                                           | Liza Minnelli                                                                           | Venceu    | [ 80 ] |
| British Academy Film Awards (BAFTA)         | Melhor Atriz Coadjuvante                               | Marisa Berenson                                                                         | Indicado  | [ 80 ] |
| British Academy Film Awards (BAFTA)         | Melhor Roteiro                                         | Jay Presson Allen                                                                       | Indicado  | [ 80 ] |
| British Academy Film Awards (BAFTA)         | Melhor Design de Produção                              | Rolf Zehetbauer                                                                         | Venceu    | [ 80 ] |
| British Academy Film Awards (BAFTA)         | Melhor Cinematografia                                  | Geoffrey Unsworth (also for Alice's Adventures in Wonderland)                           | Venceu    | [ 80 ] |
| British Academy Film Awards (BAFTA)         | Melhor Figurino                                        | Charlotte Flemming                                                                      | Indicado  | [ 80 ] |
| British Academy Film Awards (BAFTA)         | Melhor Edição                                          | David Bretherton                                                                        | Indicado  | [ 80 ] |
| British Academy Film Awards (BAFTA)         | Best Soundtrack                                        | David Hildyard, Robert Knudson, and Arthur Piantadosi                                   | Venceu    | [ 80 ] |
| British Academy Film Awards (BAFTA)         | Most Promising Newcomer to Leading Film Roles          | Joel Grey                                                                               | Venceu    | [ 80 ] |
| British Society of Cinematographers         | Best Cinematography                                    | Geoffrey Unsworth                                                                       | Venceu    | [ 81 ] |
| David di Donatello Awards                   | Best Foreign Director                                  | Bob Fosse                                                                               | Venceu    |        |
| David di Donatello Awards                   | Best Foreign Actress                                   | Liza Minnelli                                                                           | Venceu    |        |
| Directors Guild of America Awards           | Outstanding Directorial Achievement in Motion Pictures | Bob Fosse                                                                               | Indicado  | [ 82 ] |
| Prêmios Globo de Ouro                       | Melhor Filme - Musical ou Comédia                      | Melhor Filme - Musical ou Comédia                                                       | Venceu    | [ 83 ] |
| Prêmios Globo de Ouro                       | Melhor Atriz em Filme - Musical ou Comédia             | Liza Minnelli                                                                           | Venceu    | [ 83 ] |
| Prêmios Globo de Ouro                       | Melhor Ator Coadjuvante - Filme                        | Joel Grey                                                                               | Venceu    | [ 83 ] |
| Prêmios Globo de Ouro                       | Melhor Atriz Coadjuvante - Filme                       | Marisa Berenson                                                                         | Indicado  | [ 83 ] |
| Prêmios Globo de Ouro                       | Melhor Atriz Revelação                                 | Marisa Berenson                                                                         | Indicado  | [ 83 ] |
| Prêmios Globo de Ouro                       | Melhor Diretor - Filme                                 | Bob Fosse                                                                               | Indicado  | [ 83 ] |
| Prêmios Globo de Ouro                       | Melhor Roteiro – Filme                                 | Jay Presson Allen                                                                       | Indicado  | [ 83 ] |
| Prêmios Globo de Ouro                       | Melhor Canção Original – Filme                         | "Mein Herr" Music by John Kander; Lyrics by Fred Ebb                                    | Indicado  | [ 83 ] |
| Prêmios Globo de Ouro                       | Melhor Canção Original – Filme                         | "Money, Money" Music by John Kander; Lyrics by Fred Ebb                                 | Indicado  | [ 83 ] |
| Grand Prix                                  | Melhor Filme                                           | Melhor Filme                                                                            | Venceu    |        |
| Kansas City Film Critics Circle Awards      | Melhor Ator Coadjuvante                                | Joel Grey                                                                               | Venceu    | [ 84 ] |
| National Board of Review Awards             | Top Ten Films                                          | Top Ten Films                                                                           | Venceu    | [ 85 ] |
| National Board of Review Awards             | Melhor Filme                                           | Melhor Filme                                                                            | Venceu    | [ 85 ] |
| National Board of Review Awards             | Melhor Diretor                                         | Bob Fosse                                                                               | Venceu    | [ 85 ] |
| National Board of Review Awards             | Melhor Ator Coadjuvante                                | Joel Grey                                                                               | Venceu    | [ 85 ] |
| National Board of Review Awards             | Melhor Atriz Coadjuvante                               | Marisa Berenson                                                                         | Venceu    | [ 85 ] |
| National Film Preservation Board            | National Film Registry                                 | National Film Registry                                                                  | Inducted  | [ 86 ] |
| National Society of Film Critics Awards     | Melhor Atriz                                           | Liza Minnelli                                                                           | 5º Lugar  | [ 87 ] |
| National Society of Film Critics Awards     | Melhor Ator Coadjuvante                                | Joel Grey                                                                               | Venceu    | [ 87 ] |
| National Society of Film Critics Awards     | Melhor Fotografia                                      | Geoffrey Unsworth                                                                       | 4º Lugar  | [ 87 ] |
| Online Film & Television Association Awards | Hall of Fame – Motion Picture                          | Hall of Fame – Motion Picture                                                           | Inducted  | [ 88 ] |
| Sant Jordi Awards                           | Melhor Performance em Filme Estrangeiro                | Liza Minnelli                                                                           | Venceu    |        |
| Writers Guild of America Awards             | Melhor Comédia – Adaptado de Outro Meio                | Jay Presson Allen                                                                       | Venceu    | [ 89 ] |

## Legado

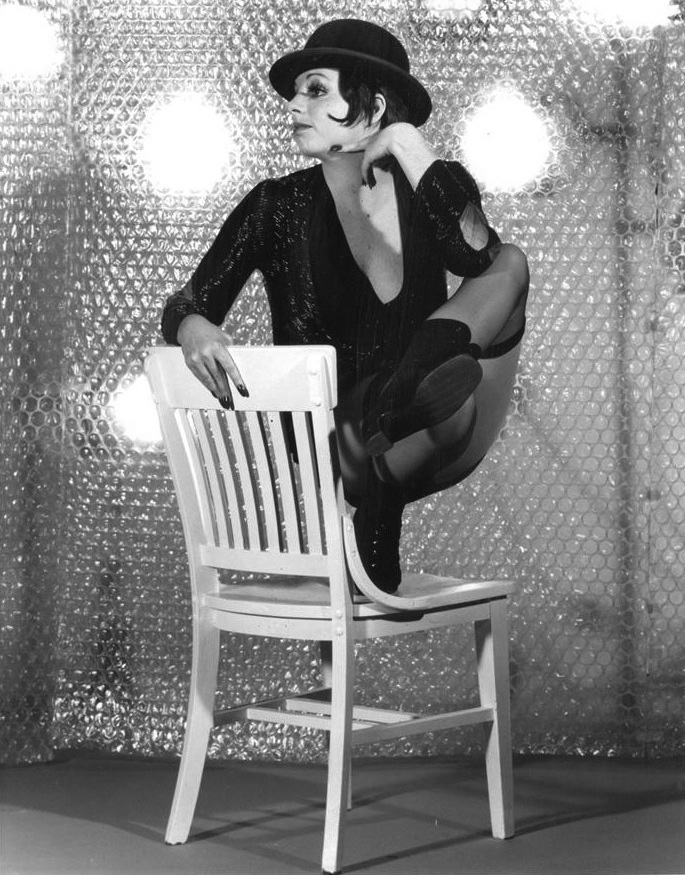
Minnelli reprisou a personagem Sally Bowles para uma performance encore no especial de televisão de 1973 Liza with a Z, também dirigido por Bob Fosse.

Cabaret foi citado pela TV Guide como um dos maiores filmes já feitos e na revista Movieline como um dos "100 Melhores Filmes de Todos os Tempos". Ele foi incluído na lista dos "100 Melhores Filmes de Todos os Tempos" da Film4, ocupando o 78º lugar, e na lista dos "100 Filmes Mais Quentes do Passado" do The San Francisco Chronicle, sendo aclamado como "o último grande musical. Liza Minnelli interpreta Sally Bowles, uma americana à deriva na Berlim pré-nazista, no filme estiloso e quase perfeito de Bob Fosse."
David Benedict escreveu em The Guardian sobre a influência de Cabaret nos filmes musicais: "Naquela época, os musicais já estavam em baixa nas listas dos cinéfilos, então como ele fez tanto sucesso? Simples: Cabaret é o musical para pessoas que os odeiam. Dada a vivacidade de suas números icônicos - Liza Minnelli com um chapéu-coco e suspensórios pretos em cima de uma cadeira de madeira cantando 'Mein Herr' ou dançando com prazer em 'Money' com Joel Grey - pode parecer estranho dizer isso, mas uma das principais razões pelas quais Cabaret é tão popular é que não é filmado como um musical."
O filme foi listado como um dos mais importantes para o cinema queer devido às suas representações de bissexualidade, consideradas transgressoras na época de seu lançamento em 1972, após o Código de Produção Cinematográfica. Além disso, é creditado por transformar Liza Minnelli em um ícone gay. Blogs de cinema o selecionaram como "o vencedor mais gay da história do Oscar."

## Mídia doméstica
O lançamento em DVD ocorreu pela primeira vez em 1998. Houve outros lançamentos em 2003, 2008 e 2012. Os direitos internacionais de distribuição acessória são de propriedade da ABC (agora parte da The Walt Disney Company), Fremantle (Reino Unido) e a Warner Bros. (que o adquiriu como parte de sua compra da Lorimar Productions, que havia adquirido a biblioteca de filmes da Allied Artists) detém os direitos de distribuição doméstica nos Estados Unidos.
Em abril de 2012, a Warner revelou uma nova restauração no Festival de Cinema Clássico TCM. Uma edição DigiBook foi posteriormente lançada em Blu-ray em 5 de fevereiro de 2013. Antes dessa restauração, Cabaret havia sido vendido em DVD de definição padrão pela Warner Bros., mas o filme não estava disponível em vídeo de alta definição ou para projeções digitais nos cinemas. O negativo original da câmera está perdido, e um interpositivo sobrevivente tinha um arranhão vertical que atravessava 1.000 pés, ou 10 minutos, de uma de suas bobinas, como confirmado por Ned Price, vice-presidente de masterização e restauração da Warner Bros. O dano foi aparentemente causado por um grão de sujeira que rolou ao longo da bobina, começando com uma cena em que o personagem de Michael York confronta um residente pró-nazista de uma pensão, e cortou a emulsão. Os quadros danificados foram restaurados digitalmente, mas "a parte difícil foi igualar a estrutura de grãos para que o reparo fosse invisível." Após tentativas de reparo digital automatizado terem falhado, os 1.000 pés de filme danificado foram pintados à mão usando uma caneta stylus de computador.
A Warner Archive Collection relançou o Blu-ray em 20 de novembro de 2018, sem o DigiBook.

## Trilha sonora
Todas as faixas escritas e compostas por John Kander e Fred Ebb. 
| Cabaret: Original Soundtrack Recording |                          |                          |         |  |
| N.º                                    | Título                   | Performer                | Duração |  |
| 1.                                     | "Willkommen"             | Joel Grey                | 4:29    |  |
| 2.                                     | "Mein Herr"              | Liza Minnelli            | 3:36    |  |
| 3.                                     | "Maybe This Time"        | Liza Minnelli            | 3:11    |  |
| 4.                                     | "Money, Money"           | Joel Grey, Liza Minnelli | 3:04    |  |
| 5.                                     | "Two Ladies"             | Joel Grey                | 3:11    |  |
| 6.                                     | "Sitting Pretty"         | Instrumental             | 2:27    |  |
| 7.                                     | "Tomorrow Belongs to Me" | Mark Lambert             | 3:06    |  |
| 8.                                     | "Tiller Girls"           | Joel Grey                | 1:41    |  |
| 9.                                     | "Heiraten (Married)"     | Greta Keller             | 3:45    |  |
| 10.                                    | "If You Could See Her"   | Joel Grey                | 3:54    |  |
| 11.                                    | "Cabaret"                | Liza Minnelli            | 3:34    |  |
| 12.                                    | "Finale"                 | Joel Grey                | 2:28    |  |
| Duração total:                         | Duração total:           | Duração total:           | 38:14   |  |

### Tabelas

#### Tabelas semanais
| Tabela musical (1973)                 | Melhor posição |
| ------------------------------------- | -------------- |
| Australia (Kent Music Report)         | 10             |
| Alemanha (Offizielle Deutsche Charts) | 45             |
| Italian Albums (Musica e dischi)      | 5              |
| UK Albums (OCC)                       | 13             |
| US (Billboard Top 200 Albums)         | 25             |

### Certificações e vendas
| País                  | Certificação | Vendas certificadas |
| --------------------- | ------------ | ------------------- |
| Estados Unidos (RIAA) | Ouro         | 500,000             |